# Plebejus abdelaziz
Plebejus abdelaziz är en fjärilsart som beskrevs av Blachier 1908. Plebejus abdelaziz ingår i släktet Plebejus och familjen juvelvingar. Inga underarter finns listade i Catalogue of Life.